# 约翰·费舍尔 (1972年)
约翰·费舍尔 （英語：Jon Fisher，1972年1月19日—），出生于加州斯坦佛，是一名硅谷企业家、作家、经济分析师。费舍尔是甲骨文公司的下属企业Bharosa的创始人兼首席执行官，该公司出品了Oracle适应访问管理器。费舍尔以精确预测美国经济，尤其是失业率而出名.费舍尔是旧金山大学的副教授，其著作Strategic Entrepreneurism: Shattering the Start-Up Entrepreneurial Myths是多家学校MBA课程的必读书籍，包括加州大学伯克利分校的哈斯商学院。该书是俄亥俄州TechAngels为研究企业出售的时机与战略相关的项目（尤其是由天使投资者资助的）挑选的三本书之一。

## 早期生活与教育
费舍尔出生于斯坦佛医院，父母是大学教授杰拉尔德和安尼塔·费舍尔。他毕业于努埃瓦小学和明泉中学。他就读于瓦萨尔学院，随后毕业于旧金山大学。费舍尔于2002年与Koze服装精品店持有人的女儿Darla Kincheloe Fisher喜结连理。他们的女儿于2010年出生。

## 企业生涯
1994年，费舍尔是AutoReach的共同创始人兼首席执行官，该公司已被AutoNation公司收购。article does not mention Fisher1998年，他的公司NetClerk创建了在线建筑许可。Netclerk于2002年出售给BidClerk。NetClerk失败后，费舍尔与纪录片《天才网路梦》的演员，包括Kaleil Isaza Tuzman，一起帮助企业家重组他们的公司。2004年，费舍尔共同创立Bharosa，并出任首席执行官，该公司于2007年被甲骨文公司收购。 2010年7月20日，费舍尔宣布出任Predilect首席执行官，该公司是在线安全领域的新企业。由于Predilect技术与商业模式的变动，费舍尔于2010年11月17日宣布就任CrowdOptic的首席执行官。连线杂志的布鲁斯·斯特林对CrowdOptic的评论“从来没有任何虚构或非虚构的书籍告诉我这种技术是有可能实现的”。
费舍尔一直是大学与科技论坛的演讲者。

## 精确预测
费舍尔认为住宅开工率的下降是预测失业率变动方向的良好指标。他写到：”从历史上看，每当美国住宅开工率大幅下降时，失业率就会在次年大幅上升“，因此他认为大衰退期间，全国住宅开工率与全国失业率之间存在线性关系。费舍尔在2008年4月在马凯特大学对失业率所做的预测是美国历史上最精确的预测,当时他预测美国失业率将在2009年4月之前上升至9%。
2009年8月，费舍尔在加州联邦俱乐部预测美国失业率将会继续上升，但不会超过10.4%，并将在2010年底之前回落至8.0%。
费舍尔称消费者的家可能是美国以及国际经济的核心，挑战汤姆斯·费里德曼的著作 世界是平的 的论点。 费舍尔是财政部的救援计划的坦率的批评家，他说“有许多重组方式是商业世界所熟悉的，但一个都没有被政府采纳。”但是，费舍尔写到“企业家身份不应被用于逼迫安全网。”
在2010年3月IE电台的采访中，费舍尔准确地预测了2011年美国债务上限危机的时间。

## 专利
费舍尔是4项已发布以及14项待定专利的共同发明人：7,908,6457,822,990,7,616,764,以及7,596,701;，这些专利是关于在线数据加密与安全，以及移动服务的。

## 荣誉
- 美国城市商业周报 青年企业家排行榜 (2006)[29]
- 安永 新兴品类年度企业家(2007)[30]

## 慈善
费舍尔是加州希爾斯伯勒努埃瓦小学的理事，而且是该校2008年资金筹集活动小组的成员。他是位于南旧金山的太平洋血管研究基金的理事。约翰是巴克老年研究所董事会成员。 

## 著作
费舍尔是旧金山大学的副教授，其著作是多家学校MBA课程的必读书籍，包括加州大学伯克利分校的哈斯商学院。该书是俄亥俄州TechAngels为研究企业出售的时机与战略相关的项目（尤其是由天使投资者资助的）挑选的三本书之一。
- 费舍尔, 约翰. . 纽约: SelectBooks, Inc. 2008. ISBN 1-59079-189-4.

## 索引
1. ↑  Heidi N. Moore. . 华尔街日报博客. 2008年10月20日  [October 22, 2010]. （原始内容存档于2019年6月29日）.
2. ↑  Dave Kearns. . 网络世界. 2008年10月27日  [2010年10月22日]. （原始内容存档于2013年5月23日）.
3. 1 2 3  Greg MacSweeney. . 华尔街科技. 2010年6月18日  [2010年10月22日]. （原始内容存档于2010年12月6日）.
4. 1 2  Nicole Ferraro. . Internet Evolution. 2010年3月18日  [2010年10月22日]. （原始内容存档于2013年5月23日）.
5. 1 2 3  Heidi N, Moore. . 华尔街日报博客. 2009年3月23日  [October 22, 2010]. （原始内容存档于2019年6月29日）.
6. 1 2   (PDF). 哈斯商学院. 2010年春季  [2010年10月23日]. （原始内容 (PDF)存档于2011年7月23日）.
7. 1 2  . 天使资本教育基金. 201年12月21日  [2010年12月21日]. （原始内容存档于2011年1月9日）.
8. ↑  . 巴伦周刊. 2013年1月12日  [2013年2月15日]. （原始内容存档于2013年5月23日）.
9. ↑  .   [2012年7月2日]. （原始内容存档于2013年5月23日）.
10. ↑  . 美通社.   [2010年10月22日].[永久]
11. ↑  . 巴伦周刊. 2013年1月12日  [2013年2月15日]. （原始内容存档于2013年5月23日）.
12. ↑  Laurie J. Flynn. . 纽约时报. 2000年8月28日  [2010年10月22日]. （原始内容存档于2020年3月28日）.
13. ↑  NetClerk被收购，变成免费在线帮助台 的存檔，存档日期2016-12-15.
14. ↑  Carol Emert. . 旧金山纪事报. 2001年8月12日  [2010年10月22日].
15. ↑  . 甲骨文新闻发布. 2007年7月18日  [2010年10月22日]. （原始内容存档于2007年6月15日）.
16. ↑  Cody Barbierri. . Venture Beat.com. 2010年7月20日  [2010年10月22日]. （原始内容存档于2010年8月30日）.
17. ↑  Riley McDermid. . Venture Beat.com. 2010年11月17日  [2010年11月19日]. （原始内容存档于2020年11月28日）.
18. ↑  Bruce Sterling. . 连线杂志. 2011年5月25日  [2011年8月9日]. （原始内容存档于2011年7月30日）.
19. ↑  .   [2010年12月11日]. （原始内容存档于2019年6月23日）.
20. ↑  Mark C. Trayling. . Selectbooks.com.   [2010年12月14日]. （原始内容存档于2019年6月2日）.
21. ↑  . 旧金山: fora.tv. 2009年8月7日  [2011年3月12日]. （原始内容 (Flash 文件)存档于2009年8月10日）.
22. ↑  . 旧金山: fora.tv.  事件发生在 17:45 to 19:00. 2009年8月7日  [2010年10月22日]. （原始内容 (Flash 文件)存档于2009年8月10日）.
23. ↑  Marin Voice: Responsible entrepreneurism 的存檔，存档日期2013-11-04.
24. ↑  Ferraro, Nicole. . Internet Evolution. 2010年3月18日  [2011年8月7日]. （原始内容存档于2013年5月23日）.
25. ↑  . patents.com/us. 2006年4月28日  [2011年3月18日]. （原始内容存档于2019年6月2日）.
26. ↑  . 谷歌在线专利搜索. 2010年10月26日  [2011年3月18日]. （原始内容存档于2020年3月28日）.
27. ↑  . 谷歌在线专利搜索. 2009年11月10日  [2011年3月18日]. （原始内容存档于2020年3月28日）.
28. ↑  . 谷歌在线专利搜索. 2009年9月29日  [2011年3月18日]. （原始内容存档于2020年3月28日）.
29. ↑  . 硅谷 — 圣何塞商业杂志（San Jose Business Journal）. 2006年10月8日  [2010年10月22日]. （原始内容存档于2010年5月24日）.
30. ↑   (Flash文件).  事件发生在 :20 to :35. 2007年7月3日  [2010年10月22日]. （原始内容存档于2016年12月13日）.
31. ↑  . nuevaschool.org.   [2011年4月6日]. （原始内容存档于2010年10月10日）.
32. ↑  .   [2011年4月6日]. （原始内容存档于2013年5月23日）.
33. ↑  .   [2011年9月14日]. （原始内容存档于2013年5月23日）.